# Salto (São Paulo)
Salto é um município brasileiro do estado de São Paulo. Sua população de acordo com o Censo 2022 (IBGE) era de 141.989 habitantes. É uma estância turística do interior do estado de São Paulo, localizada na Região Metropolitana de Sorocaba, na Mesorregião Macro Metropolitana Paulista e na Microrregião de Sorocaba, entre as cidades de Itu e Indaiatuba. O município é cortado pelo rio Tietê.

## Estância turística
Salto é um dos 29 municípios paulistas considerados estâncias turísticas pelo Estado de São Paulo, por cumprirem determinados pré-requisitos definidos por Lei Estadual. Tal status garante a esses municípios uma verba maior por parte do Estado para a promoção do turismo regional. Também, o município adquire o direito de agregar junto a seu nome o título de Estância Turística, termo pelo qual passa a ser designado tanto pelo expediente municipal oficial quanto pelas referências estaduais.[carece de fontes?]

## Topônimo
Deve seu nome ao Salto do Tietê, uma cachoeira no Rio Tietê localizada à altura da Praça Archimedes Lammoglia.

## História

### Fundação
Apesar de só ter se desmembrado da cidade de Itu no século XIX, o marco da fundação de Salto é considerado a inauguração da capela do sítio Cachoeira, em 16 de junho de 1698. O proprietário do sítio era o Capitão Antônio Vieira Tavares, um ex-bandeirante (sobrinho do famoso bandeirante Raposo Tavares), que adquiriu as terras na margem direita do rio Tietê, até então habitadas pelos índios guaianases. No local onde se encontrava a capela original foi erguida a atual Igreja Matriz Nossa Senhora do Monte Serrat, construída entre 1928 e 1936.[carece de fontes?]
Durante o século XVIII a área de Salto não era mais do que um agrupamento de sítios. Passou a ser mais relevante a partir do século XIX com a implantação da cultura cafeeira. A cidade de Itu se tornou um importante centro produtor e um núcleo de concentração de renda. Os barões do café começavam a se tornar uma força política à parte do Império. A área de Salto foi visitada pelo Imperador Dom Pedro II por duas vezes, em 1846 e 1875. O Conde D'Eu visitou a cidade em 1874.[carece de fontes?]

### Urbanização
A real urbanização de Salto só começou em 1856 quando, após a realização do primeiro levantamento topográfico, estipulou-se um plano de arruamento. Ao fim do arruamento, em 1857, Salto contava com não mais que sete estabelecimentos comerciais e uma única indústria (uma fábrica de velas).[carece de fontes?]
Durante a década de 1870 Salto se torna um pequeno polo tecelão, com a instalação de várias indústrias têxteis, o que originou o apelido da cidade na época: "Pequena Manchester Paulista". A década também marcou a implantação da antiga estrada de ferro (1873), que cortava o atual bairro Estação. Em 1889 Salto é emancipada. A elite cafeeira ituana estava forte como nunca e teve um papel central na derrocada do Império e implantação do regime republicano.[carece de fontes?]
A urbanização da cidade se deu de forma lenta. Essa característica se mantém até hoje, exceto pelos dois grandes momentos de migração. A iluminação pública, por exemplo, só foi implantada em 1890 quando lampiões foram instalados nas ruas. A rede elétrica só veio os substituir em 1907 -  mesmo ano em que o serviço telefônico foi inaugurado.[carece de fontes?]

### Século XX
Na época, devido ao sistema de hierarquia que ainda se usava, Salto teve que ser primeiro considerada uma freguesia. Após o desmembramento foi considerada um município, mas não uma cidade. Só alcançou essa categoria em 1907.[carece de fontes?]
A respeito da emancipação, Salto só deixou de se chamar "Salto de Itu" em 29 de dezembro de 1917 quando uma lei estadual mudou oficialmente seu nome para Salto. No começo do século XX houve o primeiro grande movimento migratório em direção à cidade, constituído de colonos italianos que vieram trabalhar na colheita do café. A imigração italiana foi massiva durante os anos que se seguiram e as famílias de colonos formavam a maior parte da população, deixando marcas na cultura de Salto até os dias atuais.[carece de fontes?]
A instalação da Brasital S/A, em 1º de novembro de 1919, pode ser considerada momento emblemático da industrialização de Salto. A fábrica ocupava um grande terreno próximo à queda d'água no rio Tietê e à Igreja Matriz (ou seja, nos arredores do marco zero da cidade), e onde haviam se instalado, no último quarto do século XIX, as tecelagens pioneiras - as de José Galvão (1875) e Barros Júnior (1882) que, incorporadas sucessivamente por José Weisshon (1898-1904) e pela Sociedade Ítalo-Americana (1904-1919), passam para a mão de acionistas italianos e brasileiros sob o nome Brasital (junção das iniciais de Brasil e Itália). Além dos galpões de tecelagem, a Brasital era proprietária de várias casas situadas num terreno anexo e outro em uma área limite do perímetro urbano na década de 1920. Essas residências eram habitadas pelos operários da indústria, na maior parte imigrantes italianos. As casas estavam dispostas formando um quadrilátero, com quatro quarteirões, nos quais existiam grandes quintais comunitários no centro.[carece de fontes?]
As ruas só começaram a ser calçadas em 1931. Esse primeiro calçamento só abrangeu as ruas principais. Os últimos ladrilhos desse calçamento pioneiro foram removidos no final de 2010, com a uniformização do calçamento da Rua 9 de Julho. Ladrilhos da mesma tipologia ainda podem ser encontrados no bairro da Barra.[carece de fontes?]
A Igreja Matriz foi destruída por um incêndio em 1935. Na época era feita sobretudo de madeira que supõe-se se inflamou por um descuido com as várias velas que havia em seu interior. Foi substituída pela atual Nossa Senhora do Monte Serrat, de alvenaria. Foi a única paróquia da cidade até 1966, quando a paróquia São Benedito foi instalada sob os cuidados do cônego Gastão Oliboni, da Ordem Presmonstratense.[carece de fontes?]
A estação ferroviária de Salto, da linha tronco original da Companhia Ytuana de Estradas de Ferro, foi desativada em 1985 quando foi substituída pelo trecho saltense da Variante Boa Vista-Guaianã.[carece de fontes?]
Durante a década de 1940, soldados saltenses foram enviados à Segunda Guerra Mundial. Mais tarde houve uma polêmica se deveria-se ou não dar a alguma rua o nome de algum dos soldados, mas a  maioria dos pracinhas não podia ser homenageada de tal forma por ainda estar viva. Optou-se por batizar-se uma via como "rua dos Expedicionários Saltenses". Alguns ítalo-saltenses entretanto se filiaram ao Círculo Fascista de Itu que apoiava, ainda que apenas verbalmente, Benito Mussolini.[carece de fontes?]
Na década de 1950 indústrias de grande porte se instalam na cidade, e desde a década de 1970 Salto passa a receber intenso fluxo migratório de outros estados - em especial das regiões Nordeste e Sul, com destaque para o estado do Paraná.[carece de fontes?]

## Geografia

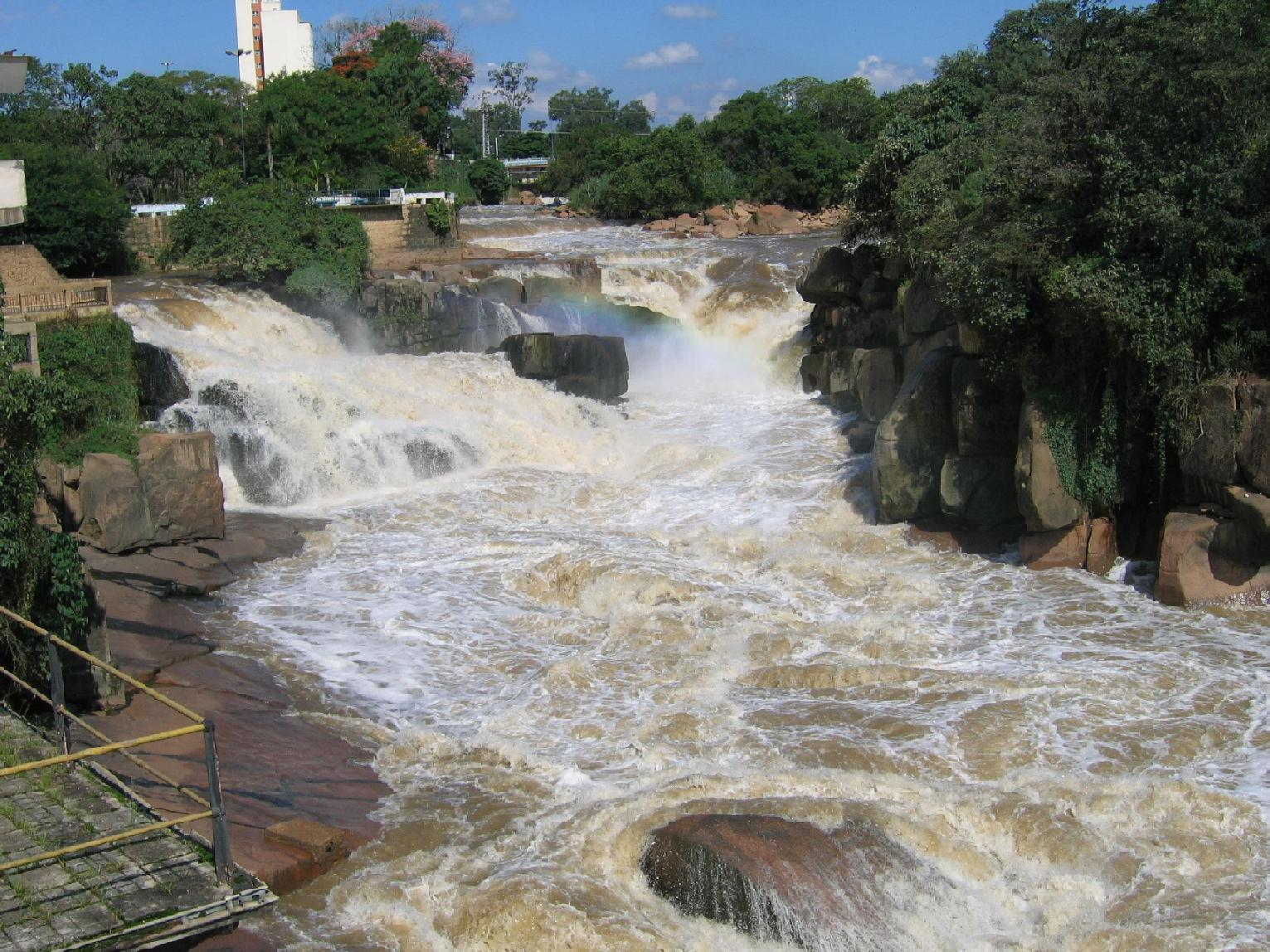
Rio Tietê na cidade de Salto.

Localiza-se a uma latitude 23º12'03" Sul e a uma longitude 47º17'13" Oeste, estando a uma altitude de 555 metros. Possui uma área de 134,258 km².

### Hidrografia
- Rio Tietê
- Rio Jundiaí

### Rodovias
- SP-75
- SP-300
- SP-308

## Demografia

### Dados do Censo - 2000
- População total: 109.948(2009)
- Densidade demográfica (hab./km²): 694,18
- Mortalidade infantil até 1 ano (por mil): 16,08
- Expectativa de vida (anos): 71,10
- Taxa de fecundidade (filhos por mulher): 2,19
- Taxa de alfabetização: 93,65%
- Índice de Desenvolvimento Humano (IDH-M): 0,809
  - IDH-M Renda: 0,747
  - IDH-M Longevidade: 0,768
  - IDH-M Educação: 0,911

(Fonte: IPEADATA)

## Política e administração
- Prefeito: Laerte Sonsin Júnior (2021/2024)
- Vice-prefeito: Edemilson P. dos Santos
- Presidente da Câmara: Cícero Granjeiro Landim

### Cidades-irmãs
- Itu, no Brasil;
- Indaiatuba, no Brasil;

## Economia
Durante muito tempo, a cidade de Salto foi basicamente industrial. Desde meados da década de 1990, o setor industrial vem perdendo espaço para os setores comercial e de serviços. A agricultura não é muito expressiva, com pequenas lavouras de café, feijão, uva e hortaliças em geral.[carece de fontes?]
Salto sedia uma das empresas Eucatex (a maior empresa da cidade), propriedade do ex-governador Paulo Maluf. O grupo possui duas fábricas na cidade; a Eucatex Madeira (que processa madeira em compensados) e a Eucatex Química (tintas). Havia também uma Eucatex Têxtil, que faliu. O pedido de concordata feito pela Eucatex Madeira em 2005 deixou a cidade apreensiva, visto ela ser fonte uma porcentagem considerável de empregos para a cidade. Muitos, inclusive o governo local, consideraram o pedido uma manobra da indústria para se omitir de compromissos fiscais.[carece de fontes?]
As cédulas da moeda nacional (assim como moedas correntes de outros países latino-americanos) são produzidas na cidade, na Indústria de Papel de Salto. A Papel, como é conhecida, é um empreendimento da multinacional Italiana Fedrigoni. Os lucros da empresa foram comprometidos em 2000 com o lançamento das cédulas comemorativas de dez reais. As cédulas plásticas que celebram os 500 anos do descobrimento do Brasil são feitas de plástico e foram fabricadas na Austrália, por uma empresa e que é parte estatal. A encomenda de cédulas importadas gerou protesto dos trabalhadores da Papel contra o Governo Federal. Em 2005  o governo australiano ainda insistia junto ao brasileiro para uma encomenda de novas cédulas plásticas. Em contrapartida a empresa australiana instalaria no país uma fábrica de polímero, embora a fabricação das cédulas continuasse na Austrália. Se o governo não mostrasse interesse (o que não foi feito até agora) a fábrica seria instalada no México.[carece de fontes?]
O comércio varejista não possui grande destaque, com muitos moradores inclusive optando por comprar fora da cidade. Cinco grandes cadeias varejistas possuem lojas em Salto - Casas Bahia, Magazine Luiza, Carrefour, São Roque, Sonda, McDonald's, Casas Pernambucanas e Lojas Cem. As Lojas Cem possuem sua matriz na cidade, onde há também o seu grande depósito de mercadorias, responsável por suprir todas as lojas da rede. Em 2012, a rede inaugurou na cidade a sua 200ª loja.[carece de fontes?]
A cidade é pobre em minérios, com a extração mineral praticamente se resumindo ao granito e derivados do sódio. A despeito disso está instalada no município uma multinacional austríaca de processamento de alumínio.[carece de fontes?]

## Infraestrutura

### Comunicações

#### Telefonia
O sistema de telefones automáticos foi inaugurado na cidade em 1973 pela Telecomunicações de São Paulo (TELESP), que também implantou o sistema de discagem direta à distância (DDD) em 1974 com o código de área (011). Anteriormente a cidade era atendida pela Companhia Telefônica Brasileira (CTB).

#### Emissoras de rádio
- Rádio Vale AM 1510
- Rádio FM 90  90,9
- Rádio Amiga FM 105,9

### Educação
Em 1998, Salto ganhou sua primeira faculdade através do Centro Universitário Nossa Senhora do Patrocínio (CEUNSP). A Faculdade Cidade de Salto foi instalada em comemoração aos 300 anos de fundação da cidade, no prédio da antiga Vinícola Milioni.
Atualmente a cidade conta com um campus do Instituto Federal de Educação, Ciência e Tecnologia de São Paulo (IFSP), instituição federal que oferece curso técnico em Mecatrônica Integrado ao Ensino Médio, Técnico em Informática Web Integrado ao Ensino Médio, Técnico Em Automação Industrial Concomitante e Subsequente ao Ensino Médio, Técnico em Informática Web Concomitante e Subsequente ao Ensino Médio, Técnico em Administração Concomitante e Subsequente ao Ensino Médio na Modalidade EAD, curso superior de Enhenharia de Controle e Automação, Bacharelado em Ciências da Computação, Licenciatura em Letras, Licenciatura em Matemática e Análise e Desenvolvimento de Sistemas. O curso de Engenharia de Controle e Automação tem nota 5 na avaliação do MEC.
Também conta com dois campos do Serviço de Ensino Nacional de Aprendizagem Nacional (SENAI), com alguns cursos técnicos como automação industrial e informática.[carece de fontes?]
Em 2001, o CEUNSP adquiriu as instalações da antiga Brasital e inaugurou, no mesmo ano, seu quinto campus universitário. Com cerca de 140.000 m², esse novo campus elevou a cidade ao status de Cidade Universitária, recebendo mais de 12.000 alunos.

## Cultura e lazer
Um espaço de quatro quarteirões entre a rua José Galvão e a rua Monsenhor Couto reúne quatro pontos de importância cultural e histórica para a cidade de Salto: A Biblioteca Municipal, O Anfiteatro Maestro Gaó, o Museu da Cidade e o Antigo Teatro Municipal Giuseppe Verdi.[carece de fontes?]
O Museu da Cidade de Salto foi instalado na antiga sede da Sociedade Italiana. A maioria das peças expostas trata do início da industrialização e da colônia italiana. Há ainda duas igaçabas (urnas funerárias indígenas) e pontas de flechas, que referenciam a presença indígena no atual território da cidade. O Museu conta ainda com uma biblioteca de livros raros e um arquivo de documentos históricos que podem ser consultados mediante agendamento prévio.[carece de fontes?]
O Anfiteatro Maestro Gaó é a sede do Conservatório Municipal e oferece aulas gratuitas de música, dança e interpretação.[carece de fontes?]
O Antigo Teatro Municipal Giuseppe Verdi já estava fechado há mais desde 2003. Suas atividades de teatro foram transferidas para o Anfiteatro e a exibição de filmes cessou mesmo antes de um novo cinema ser instalado no shopping da cidade. Havia um plano de se reconstruir todo o Teatro, mas foi cancelado em 29 de dezembro de 2005. A prefeitura defendeu a decisão alegando que o custo da obra seria muito alto. O Secretário da Cultura e Turismo anunciou que haveria uma reforma menor e que possivelmente um novo prédio seria construído para abrigar o Teatro Municipal.[carece de fontes?]
Em 2009, foi inaugurado o CEC - Centro de Educação e Cultura - Tributo a Anselmo Duarte, um grandioso prédio, onde se encontra a Sala Palma de Ouro, teatro com capacidade para quase 500 pessoas, com estrutura para receber atrações de nível mundial.[carece de fontes?]
O principal local de concentração pública é a Praça XV de Novembro, um ponto de encontro sobretudo para adolescentes e que sedia alguns eventos públicos (como parte da comemoração de carnaval). Depois de vários incidentes de violência no local, o Governo Municipal adotou uma lei seca proibindo o comércio de bebidas alcoólicas nos estabelecimentos que cercam a Praça XV depois das 21:00. A medida desagradou parte da população, mas, segundo a Guarda Municipal, as ocorrências diminuíram significativamente durante esse período. A lei seca já foi revogada.[carece de fontes?]
A Praça Archimedes Lammoglia não tem um trânsito grande de pessoas usualmente, mas é palco de eventos relevantes como a encenação anual da Paixão de Cristo na época da sexta-feira santa, e da Festa da Padroeira que também serve de comemoração para o aniversário da cidade. No centro da Praça há uma concha acústica para que a mesma possa ser usada como teatro ao ar livre. Próximo à praça fica a Galeria Municipal de Exposições, que recebe eventos ocasionalmente (em 2005 hospedou o primeiro Encontro Saltense de RPG).[carece de fontes?]
É realizada anualmente a Festa Ítalo-Saltense, que teve sua 14ª edição realizada em 2010. A celebração conta com apresentações musicais e venda de comidas típicas. É uma festa beneficente com entrada paga, exceto no dia da abertura que tem sempre entrada franca. Desde 2003 paira a hipótese da festa deixar de ser comemorada. Nesse ano os prédios da Brasital, primeira sede da festa, foram vendidos para a universidade Nossa Senhora do Patrocínio, e a Ítalo foi realizada pela última vez no local. No ano seguinte, a Ítalo realizou-se no Centro Esportivo João Guarda, e em 2005 no prédio da antiga Concessionária Tresele (no Jardim das Nações) já sem tantas atrações quanto nos anos anteriores, atualmente a Festa é comemorada na Associação Atlética Saltense.[carece de fontes?]
A cidade também conta com uma reserva geológica que atrai pesquisadores de todo o pais, o Parque da Rocha Moutonnée. A Rocha Moutonné é um bloco de granito com mais de 270 milhões de anos, da  Era Paleozoica, época na qual, presume-se, a região leste e sudeste do Estado de São Paulo estava sob  clima glacial, onde eram comum várias geleiras.  O nome Moutonée deriva da palavra francesa "mouton" que significa carneiro, devido ao formato que a rocha assume depois que é desgastada pela passagem da geleira sobre ela. Este formato lembra um carneiro deitado na paisagem.[carece de fontes?]
Existem dois clubes noturnos em atividade regular na cidade: a A. A. Saltense e o Guarani F.C. Os dois são também clubes de prática esportiva. Um terceiro clube, o Clube Patrocínio, realiza esporadicamente shows de rock (geralmente heavy metal ou alguma de suas vertentes). É um clube ligado à comunidade negra da cidade. Em tempos passados o clube funcionava regularmente, abrindo todos os fins de semana. Outro Clube, o Ideal, era bastante frequentado na década de 1980, mas decaiu durante a década de 1990, quando faliu. Sempre foi um clube que reunia a  pretensa elite local. Chegou a reabrir no ano 2000 com o nome de Zeus, mas voltou a fechar pouco mais de um ano depois. O Clube dos Trabalhadores também foi outro, que por decisão judicial teve seu prédio desocupado em 2009, dando espaço para a futura Biblioteca Municipal.[carece de fontes?]

## Turismo

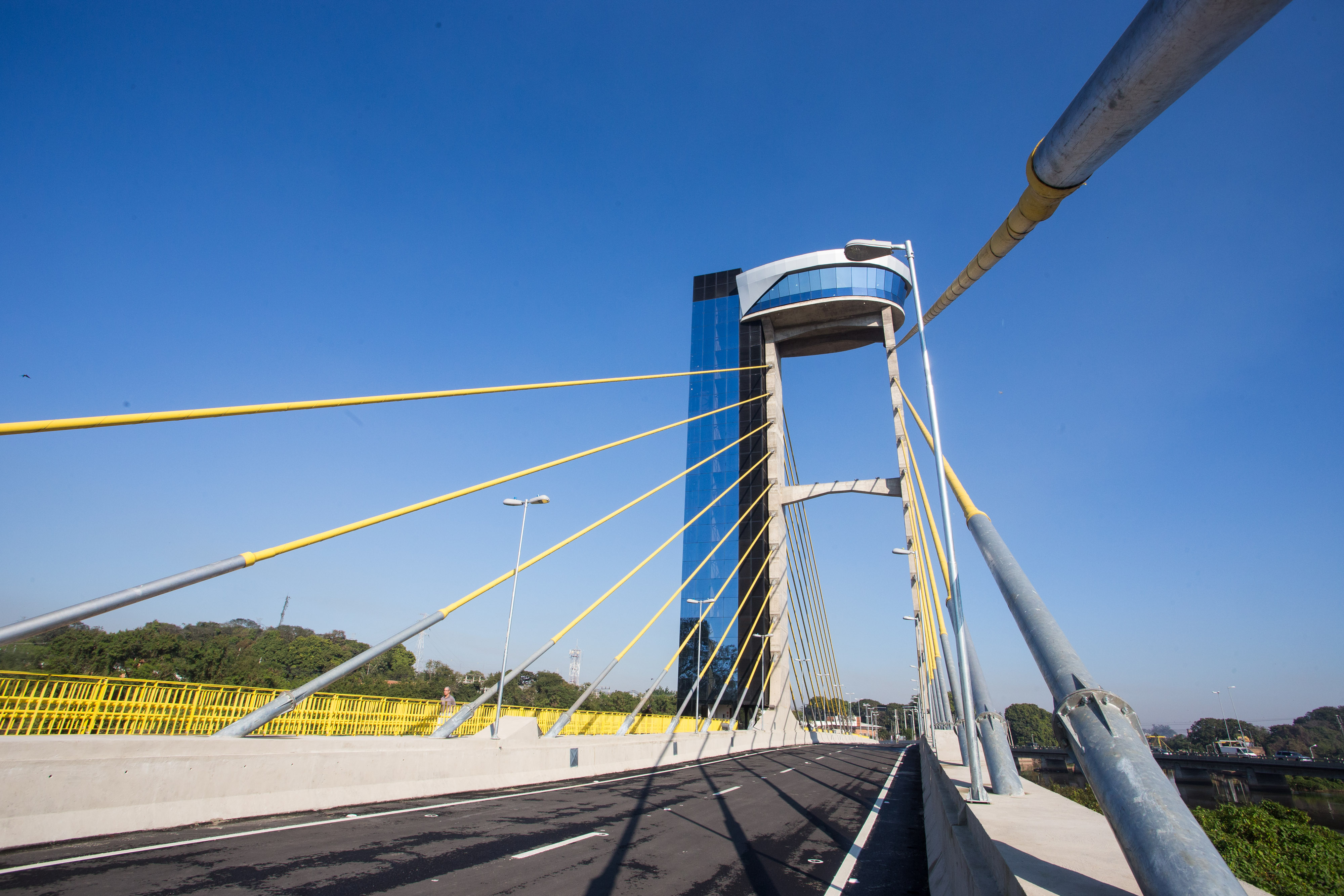
Ponte estaiada com mirante.

O Memorial do Rio Tietê, um completo museu sobre o rio, ocupa o prédio onde até o início dos anos 70 funcionava o Restaurante do Salto. Em uma ampla parede de vidro com dezoito metros de extensão, o mapa do Tietê é reproduzido, da nascente à foz. Além disso, os vidros permitem uma visão privilegiada da cachoeira e da mata ciliar ao entorno. Durante a visita, painéis, monitores de computador e vídeos permitem que se faça uma viagem didática e envolvente pelo universo do rio. Há ainda um pequeno auditório no qual é possível assistir a um documentário de 30 minutos sobre o Tietê. Ao lado do memorial, foi construído um charmoso café com deck voltado para a cachoeira e, acima, o amplo Mirante foi recuperado. Ao sair do memorial, o visitante pode cruzar os 75 metros da centenária Ponte Pênsil, que também foi revitalizada. Construída em 1913 para recuperar o acesso dos pescadores ao rio, ela balança sobre a margem direita do Tietê. Do outro lado da ponte há um novo atrativo: O Caminho das Esculturas.  Ali, é possível apreciar seis obras do escultor Murilo Sá de Toledo, em tamanho natural. As esculturas representam os personagens que ao longo dos séculos contemplaram o rio e a cachoeira. São eles: o índio, o bandeirante, o padre José de Anchieta, o viajante, pescador e operária. Ao longo do caminho, em meio aos jardins, painéis oferecem informações sobre cada um desses tipos humanos, o que possibilita uma aula de história ao ar livre. Deste ponto, o visitante também pode avistar imponentes prédios que abrigaram as primeiras tecelagens de São Paulo, onde hoje funciona um centro universitário.[carece de fontes?]
Com cerca de 214.000 metros quadrados, dos quais 75.100 são ocupados por um lago natural, o Parque está localizado também às margens do Rio Tietê, com entrada próxima ao entroncamento da Rodovia do Açúcar com a Rodovia Santos Dumont. O Parque do Lago tem como características principais a prática de esportes ao ar livre, lazer e preservação da flora e fauna típicas. Conta ainda com pista de Cooper, ciclovia, pista de aeromodelismo, quadras, play-ground, além de estacionamento e lanchonete.[carece de fontes?]
Lavras foi a segunda Usina Hidrelétrica construída no leito do Rio Tietê (1904-1906). Inserida no processo de modernização do Estado de São Paulo, Lavras oferece uma leitura da época em que foi construída. A racionalidade e a simplicidade determinaram a utilização do granito róseo. Apesar da estética não intencional, o resultado configurou-se num belíssimo patrimônio. Cerca de 40 anos depois de desativada a Usina, toda a área foi revitalizada através da implantação do Parque, que inclui o conjunto de edificações e uma extensa área verde dedicada ao lazer e à educação ambiental. Destaques para o Relógio Solar e Jardim das Bromélias. O Parque de Lavras, com cerca de 140 mil metros quadrados de área, compõe um dos núcleos externos do Museu da Cidade de Salto, devolvendo à cidade um memorável resgate histórico e paisagístico, além de proporcionar lazer, reflexão acerca da preservação do meio ambiente e o apelo à recuperação da vida do Rio Tietê. No interior do Museu encontra-se a “criatura”, obra das artistas plásticas saltenses Iriana Scalet Roque e Sueli Bernadochi, elaborada com lixo retirado do Tietê e que tem a intenção de fixar, em especial nas crianças, que a questão da poluição das águas é algo que se relaciona com a própria sobrevivência humana neste planeta.[carece de fontes?]

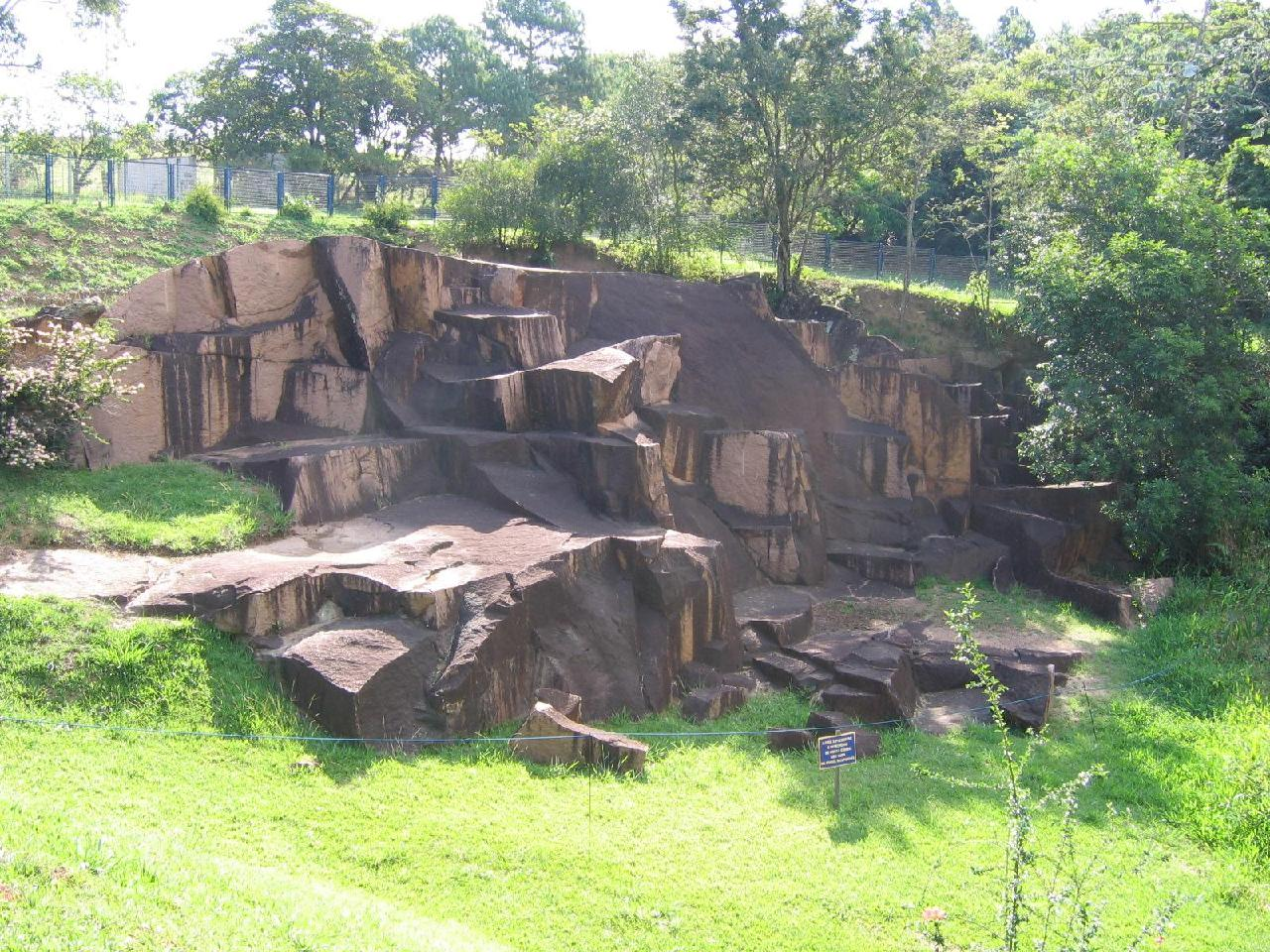
Rocha Moutonnée de Salto.

A rocha moutonnée é um granito róseo de idade estimada, cientificamente, em 500 milhões de anos. O nome Moutonnée é internacionalmente atribuído ao tipo de rocha que possui formato arredondado, lembrando um carneiro deitado (mouton no francês, significa carneiro; moutonnée: acarneirada). As arranhaduras e estrias, produzidas durante a glaciação na era paleozoica (há 270 milhões de anos), são visíveis em sua superfície, comprovando este fenômeno da natureza e preservando seu valor geo-histórico. O Parque da Rocha Moutonnée, com 43.338 metros quadrados de área, é o primeiro parque ecológico e geo-histórico do continente, e conta com completa estrutura para o estudo e para o lazer. Foi tombado em 1990 pelo CONDEPHAAT (Conselho de Defesa do Patrimônio Histórico, Arqueológico e Artístico do Estado de São Paulo). Conta desde janeiro de 2013, com nove réplicas de dinossauros eletrônicos em tamanhos naturais trazidos da China e colocados em pontos estratégicos do parque para que se identifiquem ao passado junto com o granito histórico.[carece de fontes?]

## Religião
O Cristianismo se faz presente na cidade da seguinte forma:

### Igreja Católica
- A igreja faz parte da Diocese de Jundiaí.[10]

### Igrejas Evangélicas
- Assembleia de Deus Ministério do Belém.[11][12]
- Congregação Cristã no Brasil.[13]